# Rosa López
Rosa María López Cortés, més coneguda com a Rosa López o Rosa d'Espanya, (Láchar, Granada, 14 de gener de 1981) és una cantant andalusa. Guanyadora del concurs televisiu Operación Triunfo en la seva primera edició (2001), i del concurs televisiu Mira Quién Baila! en la seva tercera edició (2006). El 2002 va ser triada per a representar Espanya al Festival d'Eurovisió que es va celebrar a Tallinn (Estònia) on va quedar en 7a posició amb la cançó Europe's living a celebration.